# Хувлагиюган
Хувлагиюган (устар. Хув-Логи-Юган) — река в Шурышкарском районе Ямало-Ненецкого АО. Устье реки находится на 306-м км правого берега реки Куноват. Длина реки 42 км, в 32 км от устья, по левому берегу, впадает приток Керазынгъюган.

## Данные водного реестра
По данным государственного водного реестра России относится к Нижнеобскому бассейновому округу, водохозяйственный участок реки — Обь от впадения реки Северная Сосьва до города Салехард, речной подбассейн реки — бассейны притоков Оби ниже впадения Северной Сосьвы. Речной бассейн реки — (Нижняя) Обь от впадения Иртыша.